# 得麼面

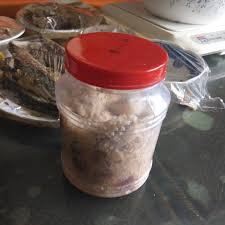
Tmmyan

泰雅族醃肉，咑瑪糆（泰雅語：Tmmyan）又稱作僅麼湎（Cinm'mian），是泰雅族一道非常特別的傳統美食，食材為肉類、鹽巴、調味料（米酒等）、米飯。在過去，冰箱尚未發明時，泰雅族人透過加工程序保存肉品，依醃肉經過發酵作用後，增添特殊的風味，深受族人喜愛。阿美族的醃生豬肉則稱為喜烙，做法不同，排灣族也有類似的醃豬肉，做法也都不盡相同。

## 由來
在過去沒有冰箱設備的年代，泰雅族人生活在高山叢林中，於山中大量活動、穿梭，因此會流汗量大，需要補充鹽分。然而居住在高山地區，鹽巴取得不易，加上取得鹽巴之後的保存不易，族人想到醃製的方法一方面可以兼顧保存肉類，使肉類不腐化，同時也能夠讓族人補充鹽分，如此，泰雅族醃肉被發明出來了。而另外一種說法也是，在沒有冰箱設備之年代，為了不浪費剩下的肉類，所以發明出泰雅族醃肉。

## 作法
Tmmyan 醃製的材料主要是以生肉的肉類為主，配方大致使用白米飯、或小米，與鹽巴和在一起，而白米或小米，必須煮成半熟的狀態才不至於變的太爛。醃製的過程，首先將所要醃製的肉類或是魚類，一定要先用鹽巴將之smcimu（泰雅語：醃）一個晚上，並且用石頭壓緊，至第二天才開始tmami（泰雅語：醃製）。開始醃製時，將配方跟生肉一起醃製。醃製的順序，首先是在最底層的地方，先灑一層和好的醃製材料，然後再整齊的放置一層新鮮的肉類或魚類，就這樣一層材料一層肉順序的擺放。到最上一層是把肉類用準備好的材料舖上，再用編織好的芒草葉鋪蓋在上面，然後再用許多石頭在上面整齊的排列壓在上方，最後才做緊密的封閉，如此就算完成了醃製的過程。

## 外部連結
1. 向貴賓致上最高的敬意__得麼面 （tmmyan）
2. 科學小原子 #50 泰雅族-醃肉
3. 原民美食 狂野台味 P.76-77  （页面存档备份，存于）
4. 原住民經典醃肉美食 - 得馬麵 （页面存档备份，存于）
5. 泰雅族Tmmyan 鹹酸甜Q的味覺恰恰
6. 09-Tmmyan - 原味重現  （页面存档备份，存于）
7. 饒瑞峰.  (PDF). 2017  [2018-03-09]. （原始内容 (PDF)存档于2018-03-10）.